# Oligohydramnion
Oligohydramnion is een term binnen de gynaecologie die zoveel betekent als een tekort aan vruchtwater tijdens de zwangerschap. Het komt voor bij 0,5 tot 4% van alle zwangerschappen en geldt als aanwijzing voor een verhoogde kans op verschillende aangeboren afwijkingen.

## Oorzaken
- verminderde foetale productie bij:
  - een groeivertraging van de foetus
  - urinewegafwijkingen van de foetus
- verlies door langdurig gebroken vliezen

## Complicaties en gevolgen gedurende de zwangerschap
- onderontwikkeling van de foetale longen (longhypoplasie), mate afhankelijk van mate en duur van het vruchtwatertekort.
- hogere kans op navelstrengcompressie, waardoor een hogere kans op foetale nood gedurende de bevalling.
- placenta insufficiëntie

## Behandeling en monitoring
- Echoscopie, om (andere) foetale afwijkingen op te sporen.
- Doppler, monitoring van foetale conditie.
- CTG, monitoring van foetale conditie.

Indien a terme zwangerschap, dan overwegen de bevalling te induceren, medicamenteus of met een keizersnede.